# 宮本正男
宮本 正男（みやもと まさお、1913年1月8日 和歌山市 - 1989年7月12日 大阪市）は、社会運動家、エスペランティスト。
関西エスペラント連盟を中心にエスペラント活動を行い、また世界のエスペラント文学界の中で、俳句のエスペラント版である「ハイコ(hajko)」や和歌のエスペラント版である「タンカーオ(tankao)」の創作・翻訳を中心とする日本派(japana skolo)という流れを作った中心人物。『日本語エスペラント辞典』(1983年)の編集を行った。
民際語論として、普通エスペラントを「国際語」と捉えるが、これは「国家間の言語」とみなされることがあり、そうではなくて、民衆が交流する言語として捉えるべき、という論陣をはった。

## 生涯とエスペラント活動
- 1913年 - 誕生。
- 1930年ころ - プロレタリア短歌を発表。
- 1933年12月15日 - エスペラント学習を開始[1][2][3]。
- 1944年-1946年 - 応召した沖縄で従軍、アメリカ軍に投降、捕虜となる。
- 1951年 - 関西エスペラント連盟(KLEG)が設置され、大阪市内に事務所を置いたのに従い、同事務局の専従となる。
- 1956年-1960年 - "Prometeo"という全文エスペラントの文芸誌の中心人物となる。
- 1965年 - 世界エスペラント協会(UEA)の第50回世界エスペラント大会時の文芸コンクールのエスペラント原作誌部門で1位入賞。
- 1966年 - 「俳人クラブ」と訳される「ハイキスタ・クルーボ（エスペラント語版）」(Hajkista Klubo) を上山政夫、田中貞美（エスペラント語版）らと始める。
- 1966年-1970年 - ベトナム平和エスペラントセンターを小西岳、斉藤英三（エスペラント語版）らと主宰し、機関誌"Pacon en Vjetnamio"を刊行。
- 1973年 - 関西エスペラント連盟事務局長を引退、顧問となる。引き続き同事務所で専従作業を続ける。
- 1973年-1983年 - 財団法人日本エスペラント学会より委嘱され、『日本語エスペラント辞典』の編集に携わる。発刊後、同学会の「学術功労賞」を受賞。
- 1975年 - 神戸市外国語大学の非常勤講師となり、外国語研究所の研究プロジェクトに参画。同大学の貫名美隆らと国際語論を研究。
- 1986年 - 「エスペラント語学院（アカデミーオ・デ・エスペラント」会員に選出される。
- 1989年 - 病没。

## 主な著作

### 選集
- 『宮本正男作品集 / Verkoj de Miyamoto Masao』（日本語、エスペラント、全4巻、1993年～1994年）[4][5][6][7]

### 日本語書き
- 「エスペラント詩人宮澤賢治」（1969年、後に『校本・宮澤賢治全集・資料第二』に収録）
- 朝比賀昇、宮本 [編]『日本エスペラント文献目録 : 1906-1945』日本エスペラント図書刊行会、1970年。 NCID BB02068527。
- 大島義夫 [共著]『反体制エスペラント運動史』 44巻、三省堂〈三省堂ブックス〉、1974年。 NCID BN02219900。（新版1987年）
- 依岡勇三郎、産業勞働調査所關西支所、宮本 [編]『ゼネラルモータースストライキ実戦記 : ストライキ――革命的反対派』（復刻版）ウニタ書舗、1978年。doi:10.11501/1460535。 NCID BA32272605。
- 長谷川テル、宮本正男 [編]『長谷川テル作品集 : 反戦エスペランチスト』亜紀書房、1979年。 NCID BN04968057。[8]
- 『沖縄戦に生き残る』小川町企画出版部、新読書社 (発売)、1984年。 NCID BA35949383。[9]
- 『大杉栄とエスペラント運動』黒色戦線社、1988年。 NCID BN05525164。
- 峰芳隆 [編][10]『日本文学に現れたエスペラント』 13巻、日本エスペラント図書刊行会〈モバード新書〉、1999年。ISBN 4930785472。 NCID BA89054397。

### エスペラント学習関連
- 貫名美隆『エスペラント3600語』8号、日本エスペラント図書刊行会〈Malgranda biblioteko〉、1958年。 NCID BN13457853。
- 岡本好次、貫名美隆 [訳]『新選エス和辞典』（改訂版）日本エスペラント学会、1963年。 NCID BA54745427。（改訂第16版を1989年発行）
- 白石茂生『エスペラント文通案内』要文社、1969年。 NCID BN06677055。
- 『現代人のエスペラント：輪読12カ月（春・夏の巻）』要文社、1969年。 NCID BN13477089。（読本の編集と注釈）
- Eroshenko, Vasiliĭ『エロシェンコ短編集』3027号、大学書林〈大学書林語学文庫〉、1970年。 NCID BN14731520。（エスペラント原作作品の日本語対訳書）
- 『現代人のエスペラント：輪読12カ月（秋・冬の巻）』日本エスペラント図書刊行会、1977年。 NCID BB05250414。（読本の編集と注釈）
- 『日本語エスペラント辞典』日本エスペラント学会、1982年。 NCID BA33002730。
- 『エスペラント日本語辞典』日本エスペラント学会、1983年。
- 『パソコンで(ページ画像を)引く日本語エスペラント辞典』日本エスペラント協会、2013年。ISBN 9784888870764。 NCID BB14876755。（EP - DVD-ROM1枚）

### エスペラント書き（自著）
- Facilaj Legajoj. 大学書林語学文庫. 大学書林. (1962). NCID BA06924083
- Pri arto kaj morto. 蒲郡: エスペラント研究社. (1967). NCID BA26464281（短編集 『芸術と死について』）
- Invit' al japanesko. Stafeto beletraj kajeroj : poemoj noveloj dramoj eseoj. J. Régulo. (1971). NCID BA26488869 （詩集）
- Historieto de la japana Esperanto-movado (2 ed.). Kleg. (1975). NCID BA26227639 （日本のエスペラント運動史）
- Naskitaj sur la ruino : Okinavo. ピラート社. (1976). NCID BA03998050（沖縄戦を題材とした小説『廃墟に生まれし者たち』）
- Sarkasme kaj entuziasme : eseis. La Kritikanto, 日本エスペラント刊行会 [販売]. (1979). NCID BA03998287 （エッセー集『皮肉と情熱で』）
- Skiza historio de la utao. La Kritikanto. (1979). NCID BA26143903（「和歌の歴史」。和歌の訳を含む）
- La morta suito. 京都: L'Omnibuso. (1984)

### エスペラント書き（日本語からの翻訳）
- Infanoj de l' atombombo (1962) (「原爆の子供たち」）
- 森鷗外; 三上照夫 (1962). Rakontoj de Oogai. 東西文明シリーズ. 日本エスペラント学会. NCID BA18898785（原作「鴎外短編集」の一部）
- 中島敦 (1963). La Obstino : rakontoj de Nakazima Atusi. ピラート社. NCID BA26151898 （原作は中島敦の「山月記」「名人伝」「李陵」を含む短編集）[11]（エスペラント訳 「山月記」[12]「名人伝」[13]「李陵」[14]収載）
- 石黒彰彦; 三宅史平 (1965). El japana literaturo : Meizi-epoko--antaŭ la dua mondomilito (1868-1945). 大阪: ピラート社. NCID BA04014758 （「日本文学選集」の一部）
- Nakamura, Tazuo [共著]; Guglielminetti, Clelia Conterno [訳] (1965). Japana kvodlibeto. Stafeto beletraj kajeroj : poemoj noveloj dramoj eseoj. J. Régulo Eldonisto. NCID BA26143459（『日本漫筆』詩、小説、劇作、評論）
- 井原西鶴 (1966). Kvin virinoj de amoro. 東西文明シリーズ. ピラート社. NCID BA26149717（井原西鶴原作『好色五人女』）
- Tada Tacuo; Aojama Tooru (1967). Procezo. Tada, Tacuo. NCID BA26150807
- 谷崎潤一郎; 石黒彰彦 (1968). El la vivo de syunkin. 東西文明シリーズ. ピラート社. NCID BA26149295（原作『春琴抄』）[15]
- El Manjoo : japana antikva utaaro",. (1971). NCID BA26143084（「万葉集」抄訳）
- Invit' al japanesko. Stafeto beletraj kajeroj : poemoj noveloj dramoj eseoj. J. Régulo. (1971). NCID BA26488869（詩、小説、劇作、評論）
- 石川啄木 (1974). Utaaro de Takuboku. ピラート社. NCID BA04002792（石川啄木歌集）
- El la japana moderna poezio (1977)（日本現代詩集）
- 上山政夫 (1978). Japana variacio : originale verkita de Esperanto, la interpopola lingvo. L'Omnibuso. NCID BB12149545
- 上山政夫; 斉藤英三 (1980). L' Omnibuso kun la tri pasaĝeroj. 京都: L' Omnibuso. NCID BA26141861
- 上山政夫 (1981). Hajka antologio. NCID BA2614516X（俳句の翻訳集の一部）
- 黒島伝治 (1982). Siberio en neĝo. L'Omnibuso. NCID BA83120444（『シベリアの雪』）
- 木下順二 (1982). Vespera gruo. 日本エスペラント刊行会. NCID BA26148099（原作戯曲「夕鶴」）
- 井上靖 (1984). Loulan ; kaj, Fremdregionano. 東西文明シリーズ. 日本エスペラント学会. NCID BA03977844
- 大杉栄 (1984). La morta suito : Oosugi Sakae, anarkiisto-esperantisto. L' Omnibuso. NCID BA0399766X（自伝的小説（『死の組曲』）
- 原民喜; 梅崎春生; 野間宏; 武田泰淳; 木下順二; 大岡昇平; 安部公房; 小島信夫 et al. (1988). 小田切秀雄; 小西岳. eds. Postimilita [i.e. Postmilita] japana antologio. 日本エスペラント刊行会. NCID BA26162282（戦後日本文学選集）[16]
- 吉川奨一 (1989). Japanaj vintraj fabeloj. SAT. NCID BA2647678X
- 徳田球一 (1996). 18 jaroj en malliberejoj. Riveroj. NCID BB05448229（原作『獄中十八年』）